# فيكتور رويز (لاعب كرة قدم مواليد 1969)
فيكتور رويز (بالإسبانية: Víctor Ruiz del Valle)‏ (7 يونيو 1969 بولاية هيدالغو في المكسيك - ) هو لاعب كرة قدم مكسيكي في مركز الوسط. شارك مع منتخب المكسيك لكرة القدم. أما مع النوادي، فقد لعب مع كروز آزول ونادي تولوكا ونادي نيكاكسا.

## وصلات خارجية
- فيكتور رويز على موقع الاتحاد الدولي (مؤرشف)  (الإنجليزية)
- فيكتور رويز على موقع قاعدة بيانات كرة القدم.إي يو (الإنجليزية)
- فيكتور رويز على موقع ناشيونال فوتبول تيمز (الإنجليزية)